# Troy Murphy (Basketballspieler)
Troy Brandon Murphy (* 2. Mai 1980 in Morristown, New Jersey) ist ein ehemaliger US-amerikanischer Basketballspieler, der von 2001 bis 2012 in der NBA aktiv war. Bevor er auf die Universität von Notre Dame ging und dort zweifacher All-American wurde, war er vier Jahre lang auf der Delbarton School in Morristown.

## Karriere

### High School
Murphy wuchs in Sparta, New Jersey auf. Er war dreifacher All-County- sowie zweifacher All-State-Basketball-Spieler unter Coach Dan Whalen für die Delbarton School in Morristown. In seinem Junior-Jahr erzielte er 20,5 Punkte und 11,8 Rebounds pro Spiel und konnte sich in seinem Sophomore-Jahr sogar auf 23,5 Punkte pro Partie steigern. In seinem Senior-Jahr führte er seine Mannschaft zu 20 Siegen in 26 Spielen während er 33 Punkte, 14,8 Rebounds und 3,2 Blocks pro Spiel für sich verbuchen konnte. Am Ende dieser Saison wurde er zum Morris County Player of the Year und zum Most Valuable Player (MVP) seiner Mannschaft beim Capital Classic in Washington D.C. gewählt.

### College
Murphy spielte drei Saisons lang Basketball für die University of Notre Dame und führte die Mannschaft, die Notre Dame Fighting Irish, in allen drei Jahren sowohl bei den Punkten als auch bei den Rebounds an. Er war in seinem Junior und in seinem Sophomore Jahr ein First Team All-American. 2001 wurde er zusammen mit Troy Bell zum Big East Conference Player of the Year ernannt, womit er zu einem von vier Spielern wurde, die diesen Preis zweimal empfangen durften.
Er erzielte die fünftmeisten Punkte in der Geschichte der Universität und als er die Universität verließ, hatte er die zweitmeisten Blocks, Freiwürfen und war Sechster in der Kategorie Rebounds. Nach dem Ende seiner College-Karriere konnte er auf einen Schnitt von 21,4 Punkten und 9,8 Rebounds zurückblicken.

### Golden State Warriors (2001 bis 2007)
Murphy wurde mit dem 14. Pick im NBA Draft 2001 von den Golden State Warriors gewählt. Nach einem langsamen Start, schien er sich gegen Ende seiner ersten Saison auf dem NBA Spielfeld immer besser zurechtzufinden. In seiner zweiten Saison stand er bereits in der Startaufstellung der Warriors und konnte seinen Schnitt auf 11,7 Punkte und 10,2 Rebounds pro Partie erhöhen. Er war einer von fünf Spielern, die in dieser Saison im Schnitt ein Double-Double erzielen konnten. Bei der Rookie Challenge war er im Team der Sophomores vertreten und am Ende der Saison belegte er bei der Wahl des Most Improved Players der NBA Platz zwei. In der folgenden, seiner dritten, Saison konnte er verletzungsbedingt nur an 28 Spielen seiner Mannschaft teilnehmen.
In der NBA-Saison 2004/05, Murphy’s vierter Saison in der Liga, steigerte er seinen Punkteschnitt auf 15,4 Punkte pro Partie und seine Rebounds auf einen Schnitt von 10,8 pro Spiel. In den folgenden beiden Saisonen fiel sein Schnitt etwas.

### Indiana Pacers (2007 bis 2010)
Am 17. Januar 2007 wurde Murphy zusammen mit Mike Dunleavy Jr., Ike Diogu und Keith McLeod im Austausch für Stephen Jackson, Al Harrington, Šarūnas Jasikevičius und Josh Powell an die Indiana Pacers abgegeben. Während seiner Zeit bei den Pacers verbesserte Murphy seinen Dreipunktewurf noch weiter und traf in der NBA-Saison 2008/09 45 % seiner Dreier. In dieser Saison lag sein Schnitt bei 14,3 Punkten und 11,8 Rebounds pro Spiel.

### New Jersey Nets (2010 bis 2011)
Am 11. August 2010 landete Murphy durch ein vier Teams und fünf Spieler umfassendes Tauschgeschäft bei den New Jersey Nets, für die er 18 Spiele bestritt. Am 23. Februar 2011 wurde er zusammen mit einem Zweitrunden-Draftpick im Austausch für Brandan Wright und Dan Gadzuric an die Golden State Warriors abgegeben, die ihn bereits vier Tage später aus seinem Vertrag herauskauften.

### Boston Celtics (2011)

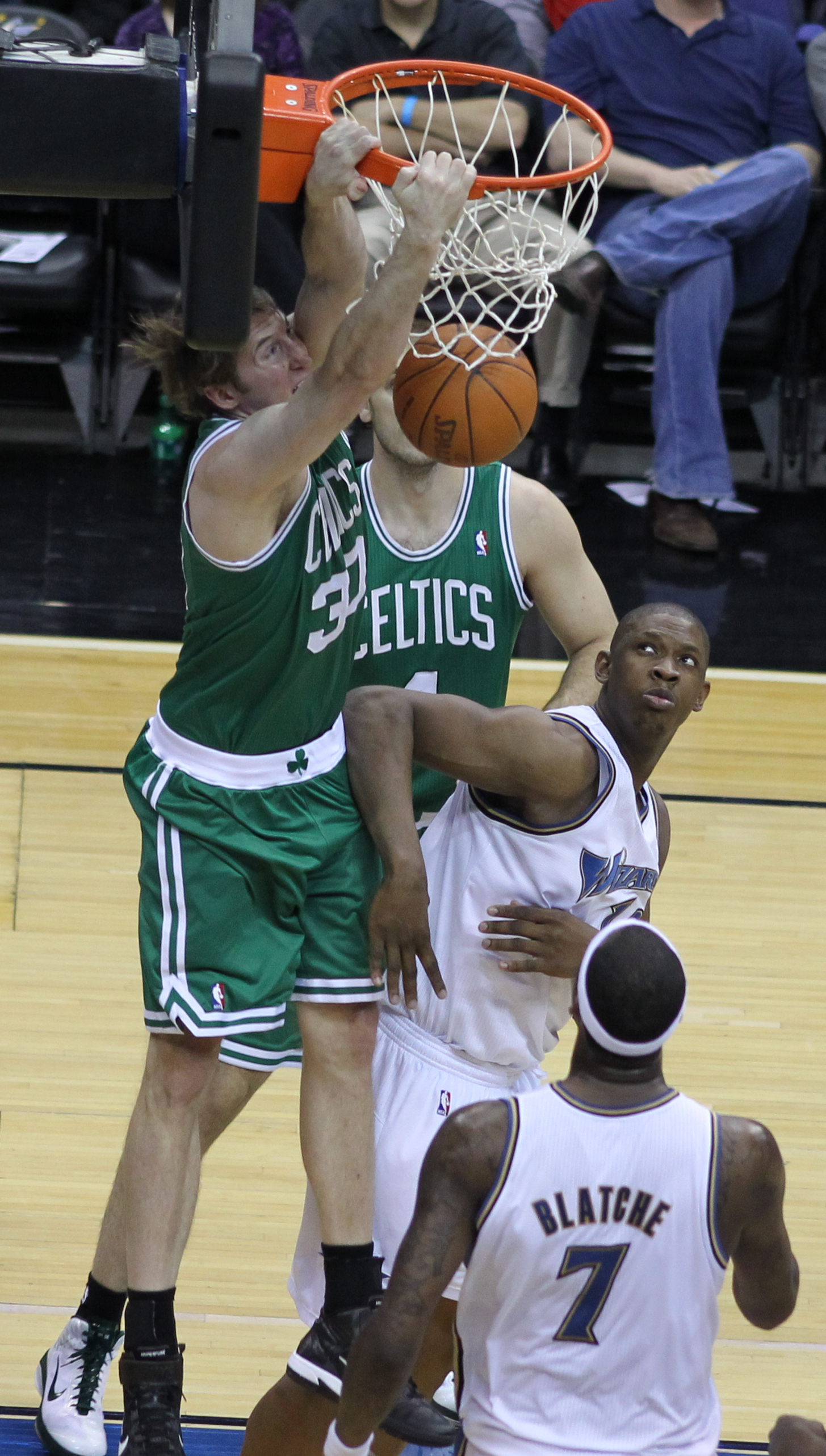
Murphy im Dress der Celtics

Am 2. März 2011 unterzeichnete Murphy bei den Boston Celtics einen Vertrag bis Saisonende 2010/11.

### Los Angeles Lakers (2011 bis 2012)
Zur Saison 2011/12 wechselte Murphy zu den Los Angeles Lakers. Dort erhielt er einen Vertrag bis Saisonende. Nachdem die Lakers nicht wie erhofft ins Finale vordringen konnten, erhielt Murphy zur Saison 2012/13 keinen neuen Vertrag in Los Angeles.

### Dallas Mavericks (2012)
Nachdem Murphy zunächst keinen neuen Verein gefunden hatte, blieb er bis November 2012 ohne Vertrag. Kurz nach Saisonbeginn erhielt er schließlich ein Angebot der Dallas Mavericks und unterzeichnete beim texanischen Club einen Vertrag über ein Jahr bis 2013. Doch bereits Ende November wurde sein Vertrag in Dallas wieder aufgelöst, um Point Guard Derek Fisher verpflichten zu können.

### Karriereende
Murphy fand danach keine Anstellung bei einem anderen NBA-Club und beendete seine NBA-Karriere. In seiner zwölfjährigen Karriere erzielte er 10,8 Punkte und 7,8 Rebounds pro Spiel.